# NGC 6328
NGC 6328 est une vaste galaxie spirale intermédiaire (barrée ?) située dans la constellation de l'Autel. Sa vitesse par rapport au fond diffus cosmologique est de 4 358 ± 7 km/s, ce qui correspond à une distance de Hubble de 64,3 ± 4,5 Mpc (∼210 millions d'al). NGC 6328 a été découverte par l'astronome britannique John Herschel en 1835.
La classe de luminosité de NGC 6328 est I-II et elle présente une large raie HI. NGC 6328 est une radiogalaxie à spectre continu (Flat-Spectrum Radio Source). De plus, c'est une galaxie LINER, c'est-à-dire une galaxie dont le noyau présente un spectre d'émission caractérisé par de larges raies d'atomes faiblement ionisés. Selon la base de données Simbad, NGC 6328 est une galaxie active qui contient un quasar.